# Campionati del mondo di atletica leggera 2015 - 400 metri piani femminili
La gara dei 400 metri piani femminili dei Campionati del mondo di atletica leggera 2015 si è svolta tra il 24 e il 27 agosto.

## Podio
| Pos.    | Atleta           | Nazionalità | Misura |
| ------- | ---------------- | ----------- | ------ |
| Oro     | Allyson Felix    | Stati Uniti | 49.26  |
| Argento | Shaunae Miller   | Bahamas     | 49.67  |
| Bronzo  | Shericka Jackson | Giamaica    | 49.99  |

## Situazione pre-gara

### Record
Prima di questa competizione, il record del mondo e il record dei campionati erano i seguenti.
| Record                | Prestazione | Atleta                               | Data                               | Competizione  |
| --------------------- | ----------- | ------------------------------------ | ---------------------------------- | ------------- |
| Record mondiale       | 47"60       | Marita Koch Germania Est             | 6 ottobre 1985 Canberra, Australia |               |
| Record dei campionati | 47"99       | Jarmila Kratochvílová Cecoslovacchia | 10 agosto 1983 Helsinki, Finlandia | Mondiali 1983 |

### Campionesse in carica
Le campionesse in carica, a livello mondiale e olimpico, erano:
| Campionessa | Atleta                          | Prestazione | Data                              | Competizione         |
| ----------- | ------------------------------- | ----------- | --------------------------------- | -------------------- |
| Olimpica    | Sanya Richards-Ross Stati Uniti | 49"55       | 5 agosto 2012 Londra, Regno Unito | Giochi olimpici 2012 |
| Mondiale    | Christine Ohuruogu Regno Unito  | 49"41       | 12 agosto 2013 Mosca, Russia      | Mondiali 2013        |

### La stagione
Prima di questa gara, le atlete con le migliori tre prestazioni dell'anno erano:
| Pos. | Atleta                          | Prestazione | Data                             |
| ---- | ------------------------------- | ----------- | -------------------------------- |
| 1    | Francena McCorory Stati Uniti   | 49"83       | 17 luglio 2015 Monaco, Monaco    |
| 2    | Shaunae Miller Bahamas          | 49"92       | 9 luglio 2015 Losanna, Svizzera  |
| 3    | Sanya Richards-Ross Stati Uniti | 49"95       | 9 maggio 2015 Kingston, Giamaica |

## Risultati

### Qualificazioni
I primi 3 di ogni batteria (Q) e i successivi 6 tempi migliori (q) avanzano alle semifinali
| Pos. | Batteria | Nome                     | Nazionalità               | Tempo   | Note                          |
| ---- | -------- | ------------------------ | ------------------------- | ------- | ----------------------------- |
| 1    | 4        | Stephenie Ann McPherson  | Giamaica                  | 50.34   | Q,                            |
| 2    | 5        | Bianca Razor             | Romania                   | 50.37   | Q,                            |
| 3    | 5        | Shericka Jackson         | Giamaica                  | 50.41   | Q                             |
| 4    | 4        | Phyllis Francis          | Stati Uniti               | 50.52   | Q,                            |
| 5    | 6        | Shaunae Miller           | Bahamas                   | 50.53   | Q                             |
| 6    | 3        | Christine Day            | Giamaica                  | 50.58   | Q                             |
| 7    | 1        | Allyson Felix            | Stati Uniti               | 50.60   | Q                             |
| 8    | 3        | Joyce Zakary             | Kenya                     | 50.71   | Q,                            |
| 9    | 5        | Patience Okon George     | Nigeria                   | 50.87   | Q                             |
| 10   | 1        | Floria Guei              | Francia                   | 50.89   | Q,                            |
| 11   | 2        | Christine Ohuruogu       | Regno Unito               | 51.01   | Q                             |
| 12   | 6        | Novlene Williams-Mills   | Giamaica                  | 51.07   | Q,                            |
| 12   | 1        | Nataliia Pygyda          | Ucraina                   | 51.07   | Q,                            |
| 14   | 5        | Anyika Onuora            | Regno Unito               | 51.14   | q,                            |
| 15   | 2        | Marie Gayot              | Francia                   | 51.24   | Q,                            |
| 16   | 2        | Natasha Hastings         | Stati Uniti               | 51.25   | Q                             |
| 17   | 1        | Patrycja Wyciszkiewicz   | Polonia                   | 51.31   | q,                            |
| 18   | 2        | Maureen Jelagat Maiyo    | Kenya                     | 51.40   | q,                            |
| 19   | 4        | Nadezhda Kotlyarova      | Russia                    | 51.42   | Q,                            |
| 20   | 6        | Ekaterina Renzhina       | Russia                    | 51.55   | Q                             |
| 20   | 3        | Kabange Mupopo           | Zambia                    | 51.55   | Q                             |
| 22   | 6        | Libania Grenot           | Italia                    | 51.64   | q                             |
| 23   | 1        | Anneliese Rubie          | Australia                 | 51.69   | q,                            |
| 24   | 5        | Carline Muir             | Canada                    | 51.70   | q,                            |
| 25   | 4        | Regina George            | Nigeria                   | 51.74   |                               |
| 25   | 4        | Malgorzata Holub         | Polonia                   | 51.74   | Miglior prestazione personale |
| 27   | 6        | Olha Zemlyak             | Ucraina                   | 52.00   |                               |
| 28   | 6        | Iga Baumgart             | Polonia                   | 52.02   | Miglior prestazione personale |
| 29   | 3        | Mariya Mikhailyuk        | Russia                    | 52.16   |                               |
| 30   | 3        | Gunta Latiševa-Čudare    | Lettonia                  | 52.17   | Miglior prestazione personale |
| 31   | 1        | Kineke Alexander         | Saint Vincent e Grenadine | 52.24   |                               |
| 32   | 5        | Lisneidy Veitia          | Cuba                      | 52.25   |                               |
| 33   | 2        | Tosin Adeloye            | Nigeria                   | 52.42   |                               |
| 34   | 4        | Justine Palframan        | Sudafrica                 | 52.45   |                               |
| 35   | 3        | Maria Benedicta Chigbolu | Italia                    | 52.48   |                               |
| 36   | 1        | Iveta Putalová           | Slovacchia                | 52.52   |                               |
| 37   | 2        | Geisa Aparecida Coutinho | Brasile                   | 52.72   |                               |
| 38   | 6        | Aauri Lorena Bokesa      | Spagna                    | 52.98   |                               |
| 39   | 3        | Audrey Jean-Baptiste     | Canada                    | 53.18   |                               |
| 40   | 2        | Amaliya Sharoyan         | Armenia                   | 54.16   |                               |
| 41   | 4        | Dil Maya Karki           | Nepal                     | 1:00.99 |                               |
|      | 5        | Jacinter Shikanda        | Kenya                     | dq      |                               |

### Semifinali
I primi due di ogni batteria (Q) e i successivi due migliori tempi (q) si qualificano per la finale.
| Pos. | Batteria | Nome                    | Nazionalità | Tempo | Note                          |
| ---- | -------- | ----------------------- | ----------- | ----- | ----------------------------- |
| 1    | 3        | Allyson Felix           | Stati Uniti | 49.89 | Q,                            |
| 2    | 3        | Shericka Jackson        | Giamaica    | 50.03 | Q,                            |
| 3    | 1        | Shaunae Miller          | Bahamas     | 50.12 | Q                             |
| 4    | 2        | Christine Ohuruogu      | Regno Unito | 50.16 | Q,                            |
| 5    | 2        | Stephenie Ann McPherson | Giamaica    | 50.32 | Q,                            |
| 6    | 3        | Novlene Williams-Mills  | Giamaica    | 50.47 | q,                            |
| 7    | 2        | Phyllis Francis         | Stati Uniti | 50.50 | q,                            |
| 8    | 3        | Nataliya Pyhyda         | Ucraina     | 50.62 | Miglior prestazione personale |
| 9    | 2        | Patience Okon George    | Nigeria     | 50.76 | Miglior prestazione personale |
| 10   | 1        | Christine Day           | Giamaica    | 50.82 | Q                             |
| 11   | 3        | Anyika Onuora           | Regno Unito | 50.87 | Miglior prestazione personale |
| 12   | 2        | Marie Gayot             | Francia     | 50.97 | Miglior prestazione personale |
| 13   | 3        | Bianca Răzor            | Romania     | 51.05 |                               |
| 14   | 1        | Libania Grenot          | Italia      | 51.14 |                               |
| 15   | 1        | Floria Gueï             | Francia     | 51.30 |                               |
| 16   | 1        | Natasha Hastings        | Stati Uniti | 51.33 |                               |
| 17   | 2        | Ekaterina Renzhina      | Russia      | 51.49 | Miglior prestazione personale |
| 18   | 1        | Nadezhda Kotlyarova     | Russia      | 51.86 |                               |
| 19   | 3        | Maureen Jelagat Maiyo   | Kenya       | 51.92 |                               |
| 20   | 3        | Kabange Mupopo          | Zambia      | 51.93 |                               |
| 21   | 2        | Patrycja Wyciszkiewicz  | Polonia     | 51.94 |                               |
| 22   | 1        | Anneliese Rubie         | Australia   | 52.04 |                               |
| 23   | 2        | Carline Muir            | Canada      | 52.31 |                               |
|      | 1        | Joyce Zakary            | Kenya       | dns   |                               |

### Finale
| Pos. | Corsia | Nome                    | Nazionalità | Tempo | Note                                     |
| ---- | ------ | ----------------------- | ----------- | ----- | ---------------------------------------- |
|      | 6      | Allyson Felix           | Stati Uniti | 49.26 | Miglior prestazione mondiale stagionale  |
|      | 5      | Shaunae Miller          | Bahamas     | 49.67 | Miglior prestazione personale            |
|      | 4      | Shericka Jackson        | Giamaica    | 49.99 | Miglior prestazione personale            |
| 4    | 8      | Christine Day           | Giamaica    | 50.14 | Miglior prestazione personale            |
| 5    | 9      | Stephenie Ann McPherson | Giamaica    | 50.42 |                                          |
| 6    | 2      | Novlene Williams-Mills  | Giamaica    | 50.47 | Miglior prestazione personale stagionale |
| 7    | 3      | Phyllis Francis         | Stati Uniti | 50.51 |                                          |
| 8    | 7      | Christine Ohuruogu      | Regno Unito | 50.63 |                                          |